# Potrero, Villa Sola de Vega
Potrero är en ort i Mexiko.   Den ligger i kommunen Villa Sola de Vega och delstaten Oaxaca, i den sydöstra delen av landet, 400 km sydost om huvudstaden Mexico City. Potrero ligger 1 246 meter över havet och antalet invånare är 233.
Terrängen runt Potrero är kuperad västerut, men österut är den bergig. Runt Potrero är det glesbefolkat, med 15 invånare per kvadratkilometer. Närmaste större samhälle är San Vicente Coatlán, 19,8 km öster om Potrero. I omgivningarna runt Potrero växer i huvudsak städsegrön lövskog.